# Hamadryas belladonna
Hamadryas belladonna — вид денних метеликів родини сонцевиків (Nymphalidae). Ендемік Бразилії. Личинки живляться молочаями з роду Dalechampia.